# 交響曲第4番 (スクリャービン)

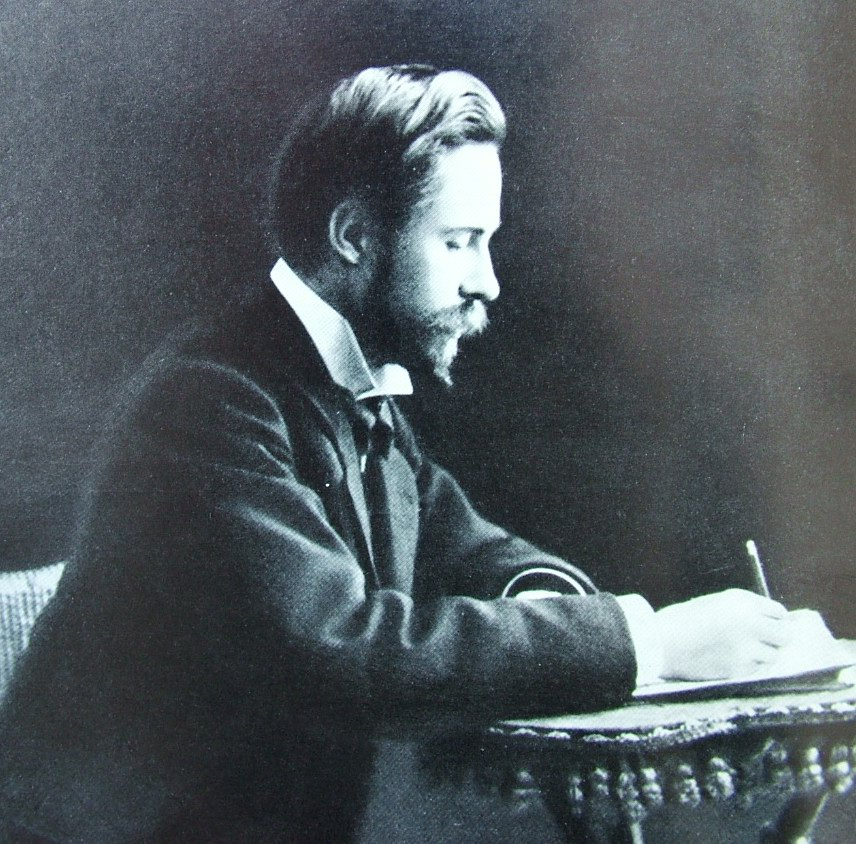
スクリャービン（1905年）

交響曲第4番『法悦の詩』 ハ長調（ほうえつのし、フランス語: Le Poème de l'extase、英語: The Poem of Ecstasy）作品54は、アレクサンドル・スクリャービンが1905年から1908年にかけて作曲した4番目の交響曲。

## 概要
本作は、スクリャービンが神秘主義に傾倒した後期の代表作として知られ、本作が作曲された頃のスクリャービンは神智学協会と積極的に関わっていた。また、スクリャービン自身が時折、本作を自身の『交響曲第4番』と呼んでいたことから、交響曲として扱われているが、作品の性質上むしろ交響詩に近い作品であり、現在では交響曲と交響詩の両ジャンルで扱われている。
邦題の「法悦の詩」は「The Poem of Ecstasy」を訳したものだが、「法悦」は意訳に近く、原語のまま「エクスタシー」として解釈するのが一般的である。この標題の意図については、性的な絶頂（オーガズム）を表すと考えるほかに、宗教的な悦びを表す（あるいは両者を包含している）という解釈もある。また、初演の前にスクリャービンが本作をニコライ・リムスキー＝コルサコフの前でピアノで演奏した際に、リムスキー＝コルサコフは作品の主題性などから、本作を「卑猥だ」と否定的な評価を下したといわれている。
初演は当初、1908年2月16日にサンクトペテルブルクで行われる予定であったが、リハーサルが難航したことから延期し、同年12月10日にモデスト・アルトシュラー指揮、ロシア国立交響楽団によってニューヨークで行われた。

## 楽器編成
ピッコロ 1、フルート 3、オーボエ 3、イングリッシュホルン 1、クラリネット（B♭管）3、バスクラリネット 1、ファゴット 3、ホルン 8、トランペット 5、トロンボーン 3、バスチューバ 1、ティンパニ、トライアングル、シンバル、バスドラム、タムタム、鐘、グロッケンシュピール、チェレスタ、ハープ 2、オルガン（またはハーモニウム）、弦五部（第1ヴァイオリン、第2ヴァイオリン、ヴィオラ、チェロ、コントラバス）。

## 曲の構成
オルガンやハープ、チェレスタなどを含めた四管編成の大オーケストラによる単一楽章の楽曲であり、拡張されたソナタ形式を採っている。調性は便宜上「ハ長調」と表記されることもあるが、それまでの3曲の交響曲とは異なり、決まった調性を持っておらず、その代わりに、神秘主義に傾倒して以降のスクリャービンの作品で頻繁に用いられる「神秘和音」を完成させた。演奏時間はおよそ20分。
弦のトレモロと木管を伴い、フルートによる意気消沈した主題が現れた後、独奏ヴァイオリンやピッコロなどに受け渡される。やがてクラリネットによるゆったりした旋律が形を変えるなどして序奏を締めくくる。主部ではフルートが序奏で使用された2つの動機をモチーフとした主題を提示する。やがて大きくうねるように盛り上がり、金管楽器のトランペットによる頂点がたびたび繰り返される。